# Vũ Hoàng Chương
Vũ Hoàng Chương (Chữ Hán: 武黃遧; 14 tháng 5 năm 1915 – 6 tháng 9 năm 1976) là một nhà thơ người Việt Nam. Ông sinh tại Nam Định, nguyên quán tại làng Phù Ủng, huyện Đường Hào, phủ Thượng Hồng, nay là xã Phù Ủng, huyện Ân Thi, tỉnh Hưng Yên.
Văn phong của ông được cho là sang trọng, có dư vị hoài cổ, giàu chất nhạc, với nhiều sắc thái Đông phương.

## Tiểu sử
Thuở nhỏ, ông học chữ Hán ở nhà rồi lên học tiểu học tại Nam Định. Năm 1931 ông nhập học trường Albert Sarraut ở Hà Nội, đỗ Tú tài năm 1937.
Năm 1938 ông vào Trường Luật nhưng chỉ được một năm thì bỏ đi làm Phó Kiểm soát Sở Hỏa xa Đông Dương, phụ trách đoạn đường Vinh - Na Sầm.
Năm 1941, ông bỏ Sở hỏa xa đi học Cử nhân toán tại Hà Nội, rồi lại bỏ dở để đi dạy ở Hải Phòng. Trong suốt thời gian này, ông không ngừng sáng tác thơ và kịch. Sau đó trở về Hà Nội lập "Ban kịch Hà Nội" cùng Chu Ngọc và Nguyễn Bính. Năm 1942 đoàn kịch công diễn vở kịch thơ Vân muội tại Nhà hát Lớn. Cũng năm đó ông gặp Đinh Thục Oanh, chị ruột nhà thơ Đinh Hùng và hai người thành hôn năm 1944.
Sau Cách mạng tháng Tám 1945, ông về Nam Định và cho diễn vở kịch thơ Lên đường của Hoàng Cầm. Kháng chiến toàn quốc nổ ra, Vũ Hoàng Chương tản cư cùng gia đình về Thái Bình, làm nghề dạy học. Đến 1950, gặp lúc quân Pháp càn đến ruồng bắt cả nhà, ông bỏ miền quê, hồi cư về Hà Nội nơi dạy toán rồi chuyển sang dạy văn và làm nghề dạy văn này cho đến 1975.
Năm 1954, Vũ Hoàng Chương di cư vào Nam ở Sài Gòn, tiếp tục sáng tác và dạy học ở các trường trung học và Đại học Văn khoa Sài Gòn.
Năm 1959 ông đoạt "Giải Văn học Nghệ thuật Toàn quốc" của Việt Nam Cộng hòa với tập thơ Hoa đăng. Trong năm này ông sang Âu châu tham dự Hội nghị Thi ca Quốc tế tại Bỉ.
Năm 1964 ông tham dự Hội nghị Văn bút Á châu họp tại Bangkok; năm sau, 1965 lại tham dự Hội nghị Văn bút Quốc tế họp tại Bled, Nam Tư. Năm 1967, ông lại tham dự Hội nghị Văn bút Quốc tế họp tại Abidjan, thủ đô Côte d'Ivoire.
Thời gian 1969-1973 Vũ Hoàng Chương là Chủ tịch Trung tâm Văn bút Việt Nam. Năm 1972 ông đoạt giải thưởng văn chương toàn quốc lần thứ hai. Ông còn được vinh danh là "Thi bá" Việt Nam.
Năm 1972, Vũ Hoàng Chương lần đầu tiên được đề cử giải Nobel văn học nhưng người đoạt giải là nhà thơ Heinrich Böll của Đức, bản thân Heinrich Böll đã từng được đề cử liên tục từ năm 1960 và mãi đến năm 1972 mới đoạt được giải. Sự kiện này chỉ được Viện Hàn lâm Thụy Điển công bố năm 2023 vì theo quy định thì sau 50 năm kể từ khi trao giải, Viện Hàn lâm Thụy Điển mới công bố danh sách những người được đề cử Giải Nobel văn học của năm đó.
Ngày 13 tháng 4 năm 1976, bị Chính phủ Cách mạng Lâm thời Cộng hòa miền Nam Việt Nam bắt giam tại khám Chí Hòa. Bệnh nặng đưa về nhà được 5 ngày thì ông mất ngày 6 tháng 9 năm 1976 tại Sài Gòn. Mười năm sau, 1986, mộ Vũ Hoàng Chương được cải táng về chôn tại nghĩa địa của chùa Giác Minh tại Gò Vấp.

## Các tác phẩm tiêu biểu
Các tập thơ:
- Thơ say (1940), 32 bài thơ
- Mây (1943), 25 bài thơ
- Thơ lửa (cùng Đoàn Văn Cừ, 1948)
- Rừng phong (1954), 39 bài thơ
- Hoa đăng (1959), 50 bài thơ
- Tâm sự kẻ sang Tần (1961)
- Trời một phương (1961), 26 bài thơ
- Lửa từ bi (1963), 15 bài thơ
- Ánh trăng đạo lí (1966), 30 bài thơ
- Bút nở hoa đàm (1967), 51 bài thơ
- Cành mai trắng mỏng (1968), 62 bài thơ
- Ta đợi em từ 30 năm (1970)
- Đời vắng em rồi say với ai (1971), 36 bài thơ
- Ngồi quán (1971), 69 bài thơ
- Chúng ta mất hết chỉ còn nhau (1973), 12 bài thơ

Kịch thơ:
- Trương Chi (1944)
- Vân muội (1944)
- Hồng diệp (1944)

## Bình luận và nhận xét
- "...Ý giả Vũ Hoàng Chương định nối cái nghiệp những thi hào-xưa của Đông Á: cái nghiệp say. Người say đủ thứ: say rượu, say đàn, say ca, say tình đong đưa. Người lại còn "hơn" cổ nhân những thứ say mới nhập-cảng: say thuốc phiện, say nhảy đầm. Bấy nhiêu say sưa đều nuôi bằng một say sưa to hơn mọi say sưa khác: say thơ.... cái say sưa của Vũ Hoàng Chương là một thứ say sưa có chừng mực, say sưa mà không hẳn là trụy lạc, mặc dầu từ say sưa đến trụy lạc đường chẳng dài chi. Nhưng trụy lạc hay say sưa đều mang theo một niềm ngao ngán. Niềm ngao ngán ấy ta vốn đã gặp trong thơ xưa. Duy ở đây có cái vị chua chát, hằn học, và bi đát riêng... (Hoài Thanh - Hoài Chân, "Thi nhân Việt Nam")